# فرد غلوفر
فرد غلوفر (بالفرنسية: Frederick Glover)‏ (و. 1928 – 2001 م) هو لاعب هوكي الجليد كندي، ولد في تورونتو، مركز لعبه هو وسط ‏، توفي في هايوارد، كاليفورنيا، عن عمر يناهز 73 عاماً.

## جوائز
حصل على جوائز منها:
- كأس ستانلي.

## روابط خارجية
- فرد غلوفر على موقع دوري الهوكي الوطني (الإنجليزية)
- فرد غلوفر على موقع EliteProspects.com (الإنجليزية)
- فرد غلوفر على موقع HockeyDB.com (الإنجليزية)
- فرد غلوفر على موقع Hockey-Reference.com (الإنجليزية)